# Сюпервьель, Жюль
Жюль Сюпервьель (фр. Jules Supervielle; 16 января 1884, Монтевидео, Уругвай — 17 мая 1960, Париж) — французский поэт, прозаик, драматург.

## Биография
В младенчестве потерял обоих родителей (отец — управляющий банком, мать баскского происхождения), воспитывался сначала бабушкой, затем дядей, которому принадлежало в Монтевидео семейное предприятие — столичный банк (разорился в 1940 г.). С середины 1890-х гг. учился в Париже, летние каникулы проводил в Монтевидео. В 1912 окончательно поселился в Париже. Сблизился с кругом журнала «Нувель ревю франсез» — Андре Жидом, Жаном Поланом. В 1939—1946 гг. жил в Монтевидео. В 1949 получил Премию критики, в 1955 — премию Французской Академии за совокупность творчества. В 1960 избран Князем поэтов.

## Память
В 1990 г. в городке Олорон-Сент-Мари, где Сюпервьель похоронен, учреждена поэтическая премия его имени; существует Ассоциация друзей Сюпервьеля.
Жюлю Сюпервьелю («Сюпервиелю») посвящено стихотворение жившего в Париже русского поэта-эмигранта Бориса Поплавского «Поэт из Монтевидео».

## Произведения
- Книги стихов «Дебаркадеры» (1922), «Тяга земная» (1925, привлекла внимание Р. М. Рильке), «Сказка мира» (1938), «Трагическое тело» (1959).
- Романы «Похититель детей» (1926), «Выживший» (1928) и др.
- Сборник фантастических новелл «Дитя прилива» (1929).
- Автобиографическая книга «Напиться из родника» (1951).

## Сводные издания
- Oeuvres poétiques complètes. Paris: Gallimard, 1996 (Bibliothèque de la Pléiade)

## Публикации на русском языке
- Олень// Бенедикт Лившиц. От романтиков до сюрреалистов: Антология французской поэзии. Л.: Время, 1934, с.134.
- [Стихи]// Западноевропейская поэзия XX века. М.: Художественная литература, 1977, с.566-572.
- Дитя волн: притчи. М.: Текст, 1992.
- [Стихи]// Семь веков французской поэзии в русских переводах. СПб: Евразия, 1999, с.552-556.
- Похититель детей: роман. М.: Текст, 2022.
- На сайте «Русский Париж»